# Principauté épiscopale de Minden
1180–1648
Entités précédentes :
- Duché de Saxe

Entités suivantes :
- Principauté de Minden

La principauté épiscopale de Minden est une principauté ecclésiastique du Saint-Empire romain germanique.
Le diocèse est fondé en 803 par Charlemagne avec Minden pour siège, sous l'autorité de l'archevêché de Cologne. En 1180, à la suite du démantèlement du duché de Saxe, il obtient l'immédiateté impériale, devenant une principauté indépendante. En 1648, malgré les efforts du dernier évêque, le futur cardinal Franz Wilhelm von Wartenberg, les traités de Westphalie entraînent sa sécularisation en principauté de Minden (Fürstentum Minden), aussitôt annexée par le Brandebourg.